# 云南厚壳桂
云南厚壳桂（学名：Cryptocarya yunnanensis），为樟科厚壳桂属下的一个种。种加词 yunnanensis 意为“云南的”。